# Острів Дума
Острів Дума (англ. Duma Key) — роман американського майстра жахів Стівена Кінга.  Українською книга вийшла друком у видавництві Книжковий клуб «Клуб сімейного дозвілля», в межах проєкту «Світові бестселери — українською». Роман виданий в США в 2008 році і цього ж року вийшов друком і українською. 12 вересня 2008 року у Львові в ресторані "Криївка" відбулась презентація роману, на якій були присутні представники видавництва, зокрема, перекладач книжки Олександр Красюк. Як роз'яснив перекладач, він намагався повністю передати стиль Кінга, відійти від радянської та російської цензурованої манери перекладу, тому в перекладі місцями зустрічається розмовна ненормативна лексика, яку Кінг використовує у власних творах.

## Сюжет
Едгар потрапляє в аварію. Він залишається живим, але з роздробленою ногою і без руки. Після аварії у нього починаються психічні розлади: неконтрольовані приступи депресії, неможливість згадати правильне слово. Дружина вирішує розлучитися і він погоджується. При цьому віддає дружині з доньками три чверті власного статку.  Психотерапевт радить змінити обстановку і він вирушає на здавалося б мирний острів Дума, де винаймає будинок.  Там же він і починає малювати, що схвалює його лікар. І виявляється, що, наче компенсуючи всі нещастя, доля наділяє його незвичайним талантом до живопису. Його картини можуть змінювати життя людей, які на них зображені. Едгар повертає зір своєму новому другу, Ваєрману, доводить до загибелі вбивцю маленької дівчинки. Але з кожним днем сила картин зростає, і Едгар вже не може її стримати. Дар виривається з-під контролю, це вже не дарунок долі – це страшна сила, яка здатна вбити найдорожче...

## Персонажі

### Основні герої
- Едгар Фрімантл — головний герой твору, який в аварії втратив праву руку. Власний капітал заробив на будівельній компанії.
- Джером Ваєрман — колишній юрист, з яким Едгар затоваришував на острові Дума і якого йому вдалось вилікувати за допомогою власного дару.
- Елізабет Істлейк — власниця острова. Уже пристаріла жінка, яка в дитинстві одержала черепно-мозкову травму і значно пов'язана з історією острова.

### Другорядні персонажі
- Пам — дружина Едгара, яка розлучається з ним після аварії.
- Мелінда — найстарша дочка Едгара
- Ілса — наймолодша, улюблена дочка Едгара.
- Том Райлі — компаньйон Едгара по будівельній фірмі. Після розлучення Едгара, Том заводить роман з його колишньою дружиною.
- Ксандер Камен - психотерапевт Едгара, який порадив йому змінити обстановку, щоб відійти після аварії фізично та психічно. Дарує своєму пацієнту ляльку Ребу, для того щоб пацієнт контролював лють виплескуючи її на ляльку, а не на живих людей.
- Кеті Грін — спеціаліст з фізіотерапії, яка наглядала за відновленням організму Едгара після аварії.
- Вільям Бозмен III — адвокат Едгара
- Джек Канторі — помічник, якого Едгар наймає при переїзді на острів Дума.

## Переклад українською
Вперше переклад українською з'явився у 2008 році у видавництві КСД у перекладі Олександра Красюка.